# Пътешественик изследовател
 Тази статия е за изследователите на нови територии.  За научните изследователи вижте изследване.  
Пътешественик изследовател (на латински: Explorator) е пътешественик, който пътува из нови територии с цел да открие нова информация и нови ресурси. В човешката история най-характерен период на пътувания с цел откриване е ерата на Великите географски открития, когато европейци отплават към неизвестни части от света, за да открият нови земи и богатства. След този период продължава изследването на по-трудно достъпни области като Северния и Южния полюс, Амазонка, вътрешността на Африка. В наше време се създават специални апарати и стратегии за изследване на трудно достъпни места като полярните области, пещери, пустини, океани и космическото пространство. С помощта на роботи и научни методи се получава информация дори за отдалечени от Слънчевата система места.

## Периоди

### Финикийци
Финикийците са първите в историята, които провеждат (презморска) колонизация в периода 1550 – 300 г. пр.н.е. Те търгуват из Средиземно море и Мала Азия. Наличието на калай в някои финикийски находки предполага, че може да са стигали до Великобритания. Някои учени предполагат, че може да са имали контакти с Новия свят, но това е спорно. Според Енеидата на Вергилий и други антични източници, легендарната царица Дидона била финикийка от Мала Азия, която достигнала Северна Африка и основала Картаген.

### Картагенци
Ханон Мореплавателят (500 пр.н.е.) е картагенски мореплавател, ръководил експедиция по западното крайбрежие на Африка в средата на V век пр.н.е. Основният източник за пътуването на Ханон Мореплавателя е гръцки текст, озаглавен „Пътешествието на Ханон, водач на картагенците, около частите на Либия отвъд Херкулесовите стълбове“.

### Гърци
Великата гръцка колонизация протича по бреговете на Средиземно море, а по-късно и по тези на Черно море. Древногръцкият пътешественик изследовател Питей от Марсилия достига до Северно море.

### Китайски пътешествия в Източните морета и Централна Азия
През III и II век пр.н.е., китайски пътешественици от династиите Цин и Хан изследват източната част от Северното полукълбо. Например придворният магьосник Сюй Фу (роден през 255 г. пр.н.е.), води две пътешествия в Източните морета през 219 и 210 г. пр.н.е., а Джан Циен е имперски пратеник в Централна Азия, който спомага за оформянето на Пътя на коприната.

### Викинги
Между 800 и 1040 г. викингите плават по реки и морета и изследват Северозападна Европа и голяма част от Атлантическия океан. Шведите прекосяват Балтийско море, а след това по големите реки на Русия и Централна Европа достигат дори до Константинопол, столицата на Византия. Датчаните владеят Северно море и Ламанша и тероризират Англия и Франция, където завладяват и заселват големи райони. Норвежката експанзия е на запад – първоначалните набези на норвежките викинги са от V и VI век срещу Англия, но след това се насочват към Ирландия, Шотландия и техните острови. Те поемат предизвикателството да плават в непознати води и колонизират Исландия (874 г.) и Гренландия (875 г.).

### Китайски пътешествия в Индийския океан
Китайският пътешественик Ванг Даюан (? – 1350) извършва две големи морски плавания в Индийския океан. През 1328 – 1333 той плава из Южнокитайско море, посещава много места из Югоизточна Азия и достига Южна Азия, като посещава Шри Ланка и Индия. По-късно (1334 – 1339) посещава Северна Африка и Източна Африка.
Китайският адмирал Джън Хъ (1371 – 1433) прави седем военно-търговски експедиции, известни като „Пътешествията на Джън Хъ“, до Арабия, Източна Африка, Индия, Индонезия и Тайланд.

### Велики географски открития
Великите географски открития са извършени в периода от началото на XV до XVII век от европейци, пътешествали из Африка, Америка, Азия и Океания. Сред най-значимите пътешественици изследователи са:
- Афанасий Никитин (? – 1472), пътешественик и търговец, един от първите европейци, посетил Индия и документирал пътуването си;
- Бартоломео Диаш (ок. 1450 – 1500), първият европеец, достигнал нос Добра надежда;
- Христофор Колумб (1451 – 1506), повел експедиция през Атлантическия океан и открил Америка;
- Васко да Гама (1460 – 1524), извършил първото плаване от Европа до Индия и обратно покрай Добра надежда;
- Васко Нунес де Балбоа (ок. 1475 – 1519), първият европеец, съзрял Тихия океан, след като прекосява Панамския провлак;
- Фернандо Магелан (1480 – 1521) и Хуан Себастиан де Елкано (1476 – 1526), които извършват първото околосветско пътешествие;
- Жак Картие (1491 – 1557), картографирал за първи път канадските брегове;
- Франсиско де Ореляна (1511 – 1546), който първи сред европейците изследва река Амазонка;
- Вилем Янсзон (1570 – 1630), открил Австралия, и Абел Тасман (1603 – 1659), откривател на Тасмания и Нова Зеландия.

## Труднодостъпни места
Хората създават стратегии и специализирани инструменти за изследване на специфични райони на Земята като Арктика, пещерите, пустините, океаните и дори Луната. С помощта на роботи и космически апарати се изследват Слънчевата система и пространството извън нейните граници като част от развиващите се космически изследвания.